# 組織的な犯罪の処罰及び犯罪収益の規制等に関する法律
組織的な犯罪の処罰及び犯罪収益の規制等に関する法律（そしきてきなはんざいのしょばつおよびはんざいしゅうえきのきせいとうにかんするほうりつ、平成11年法律第136号）は、暴力団・テロ組織などの反社会的団体や、会社・政治団体・宗教団体などに擬装した団体による組織的な犯罪に対する刑罰の加重と、犯罪収益の資金洗浄（マネー・ローンダリング）行為の処罰、犯罪収益の没収・追徴などに関する日本の法律で、刑法に対する特別法である。略称は組織的犯罪処罰法、組織的犯罪収益移転処罰法など。
暴力団による薬物・銃器犯罪や、地下鉄サリン事件など、組織的犯罪の規模拡大・国際化が大きな治安悪化要因となっていることから、これに対処するため本法は制定された。

## 構成

### 定義（2条）
団体
共同の目的を有する多数人の継続的結合体であって、その目的又は意思を実現する行為の全部又は一部が組織により反復して行われるもの
犯罪収益
財産上の不正な利益を得る目的で犯した犯罪行為により取得された財産、資金等提供罪により提供された資金、外国公務員等不正利益供与罪により供与された財産、公衆等脅迫目的資金提供罪に係る資金
犯罪収益に由来する財産
犯罪収益の果実として得た財産、犯罪収益の対価として得た財産、これらの財産の対価として得た財産その他犯罪収益の保有又は処分に基づき得た財産
犯罪収益等
犯罪収益、犯罪収益に由来する財産又はこれらの財産とこれらの財産以外の財産とが混和した財産
薬物犯罪収益
薬物犯罪の犯罪行為により得た財産若しくは当該犯罪行為の報酬として得た財産又は前項第七号に掲げる罪に係る資金
薬物犯罪収益に由来する財産
薬物犯罪収益の果実として得た財産、薬物犯罪収益の対価として得た財産、これらの財産の対価として得た財産その他薬物犯罪収益の保有又は処分に基づき得た財産
薬物犯罪収益等
薬物犯罪収益、薬物犯罪収益に由来する財産又はこれらの財産とこれらの財産以外の財産とが混和した財産

### 組織的犯罪の加重処罰（3条以下）等
団体の活動として、下記の罪に当たる行為を実行するための組織により行われたときは、その罪を犯した者は、通常の刑罰よりも重い刑罰が科される。また、団体に不正権益を得させ、又は団体の不正権益を維持し、若しくは拡大する目的で、下記の罪を犯した者も、同様に加重処罰される。
「団体の活動」とは、団体の意思決定に基づく行為であって、その効果又はこれによる利益が当該団体に帰属するものをいう。また、「不正権益」とは、団体の威力に基づく一定の地域又は分野における支配力であって、当該団体の構成員による犯罪その他の不正な行為により当該団体又はその構成員が継続的に利益を得ることを容易にすべきものをいう。
1. 刑法96条（封印等破棄）の罪 5年以下の拘禁刑若しくは500万円以下の罰金又はこれらの併科（通常は、3年以下の拘禁刑若しくは250万円以下の罰金又はこれを併科。）
2. 刑法96条2項（強制執行妨害目的財産損壊等）の罪 5年以下の拘禁刑若しくは500万円以下の罰金又はこれらの併科（同、3年以下の拘禁刑若しくは250万円以下の罰金又はこれを併科。）
3. 刑法96条3項（強制執行行為妨害等）の罪 5年以下の拘禁刑若しくは500万円以下の罰金又はこれらの併科（同、3年以下の拘禁刑若しくは250万円以下の罰金又はこれを併科。）
4. 刑法96条4項（強制執行関係売却妨害）の罪 5年以下の拘禁刑若しくは500万円以下の罰金又はこれらの併科（同、3年以下の拘禁刑若しくは250万円以下の罰金又はこれを併科。）
5. 刑法186条1項（常習賭博）の罪 5年以下の拘禁刑（同、3年以下の拘禁刑。）
6. 刑法186条2項（賭博場開張等図利）の罪 3月以上7年以下の拘禁刑（同、3月以上5年以下の拘禁刑。）
7. 刑法199条（殺人）の罪 死刑又は無期若しくは6年以上の拘禁刑（同、 死刑又は無期若しくは5年以上の拘禁刑。）
8. 刑法220条（逮捕及び監禁）の罪 3月以上7年以下の拘禁刑（同、3月以上5年以下の拘禁刑。）
9. 刑法223条1項又は2項（強要）の罪 5年以下の拘禁刑（同、3年以下の拘禁刑。）
10. 刑法225条の2（身の代金目的略取等）の罪 無期又は5年以上の拘禁刑（同、無期又は3年以上の拘禁刑）
11. 刑法233条（信用毀損及び業務妨害）の罪 6年以下の拘禁刑又は50万円以下の罰金（同、3年以下の拘禁刑又は50万円以下の罰金。）
12. 刑法234条（威力業務妨害）の罪 5年以下の拘禁刑又は50万円以下の罰金（同、3年以下の拘禁刑又は50万円以下の罰金。）
13. 刑法246条（詐欺）の罪 1年以上の有期拘禁刑（同、10年以下の拘禁刑。）
14. 刑法249条（恐喝）の罪 1年以上の有期拘禁刑（同、10年以下の拘禁刑。）
15. 刑法260条前段（建造物等損壊）の罪 7年以下の懲役（同、5年以下の拘禁刑。）

なお、組織的な身の代金目的略取等における解放による刑の減軽、組織的な殺人等の予備の自首には刑の必要的減免がある。

### 犯罪収益等の没収・追徴（13条以下）
犯罪収益等の没収・追徴について、その範囲を拡大し、手続を整備した。

#### 法13条1項6号の違憲性[7]
13条1号6号は、10条に違反する行為、すなわち犯罪収益の取得若しくは処分につき事実を仮装し、又は犯罪収益等を隠匿した行為から得た、生じた又はそのような行為の報酬として得た財産は没収することができる旨を定めている。
被告人は、商標法違反の行為によって得た財産を、その他の自己の財産と共に（商標法違反行為によって得た財産とそうでない財産を混和させて）自ら管理する他人名義の銀行口座に預け入れ、もって犯罪収益等の取得につき事実を仮装したため、10条違反で起訴され、被告人がそのとき銀行口座に預け入れた財産全額が没収された。
被告人は、犯罪収益及び犯罪収益に由来する財産の額又は数量に相当する部分を超えて没収することは憲法29条（財産権）を侵害するものだとして裁判で争った。
被告人は上告審まで争ったが、最高裁判所第三小法廷（平木正洋裁判長）は令和6年（2024年）12月17日に、以下のように判断した上で上告を棄却する判決を下した。
『取得等につき事実を仮装する行為や隠匿行為の客体となった財産全体について法10条の罪が成立するとした上で、同条の犯罪行為に関わる財産を広く任意的没収の対象とすることは、同条の犯罪行為を予防・禁圧するとともに、将来の犯罪活動に再投資されたり、合法的な経済活動に悪影響を及ぼしたりするなどのおそれのある財産の的確な剥奪を可能とするという、前記法の目的を達成するために必要かつ合理的な措置といえる。したがって、法10条の犯罪行為に関し、これにより生じた財産等を没収することができるとする法31条1項6号の規定は、憲法29条に違反しない。』